# Årets museum
För andra betydelser, se Årets museum (olika betydelser).

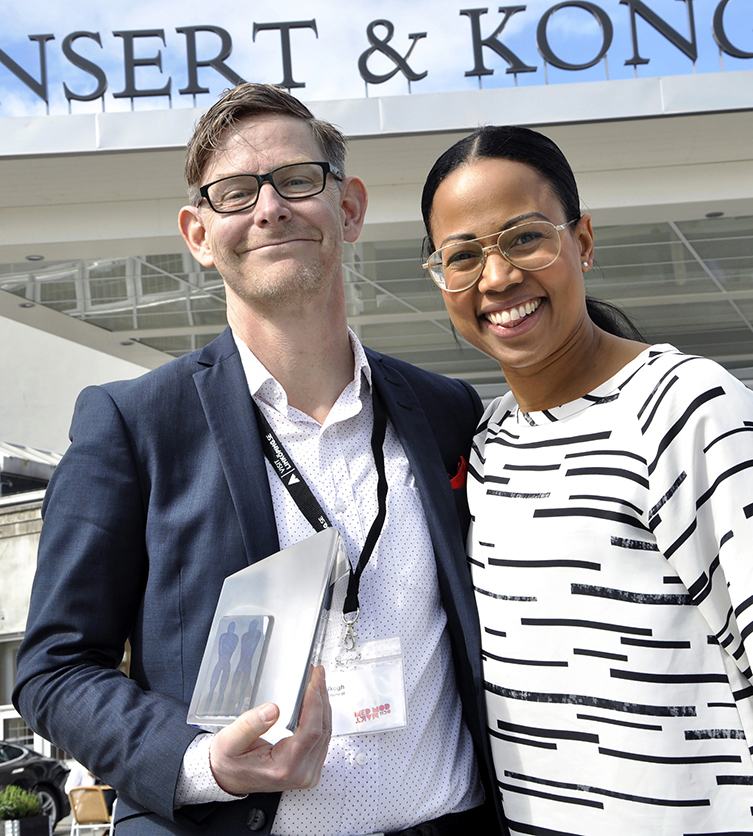
Peter Skogh och Tekniska museet mottar pris för Årets museum 2016 av kultur- och demokratiminister Alice Bah Kuhnke (MP).

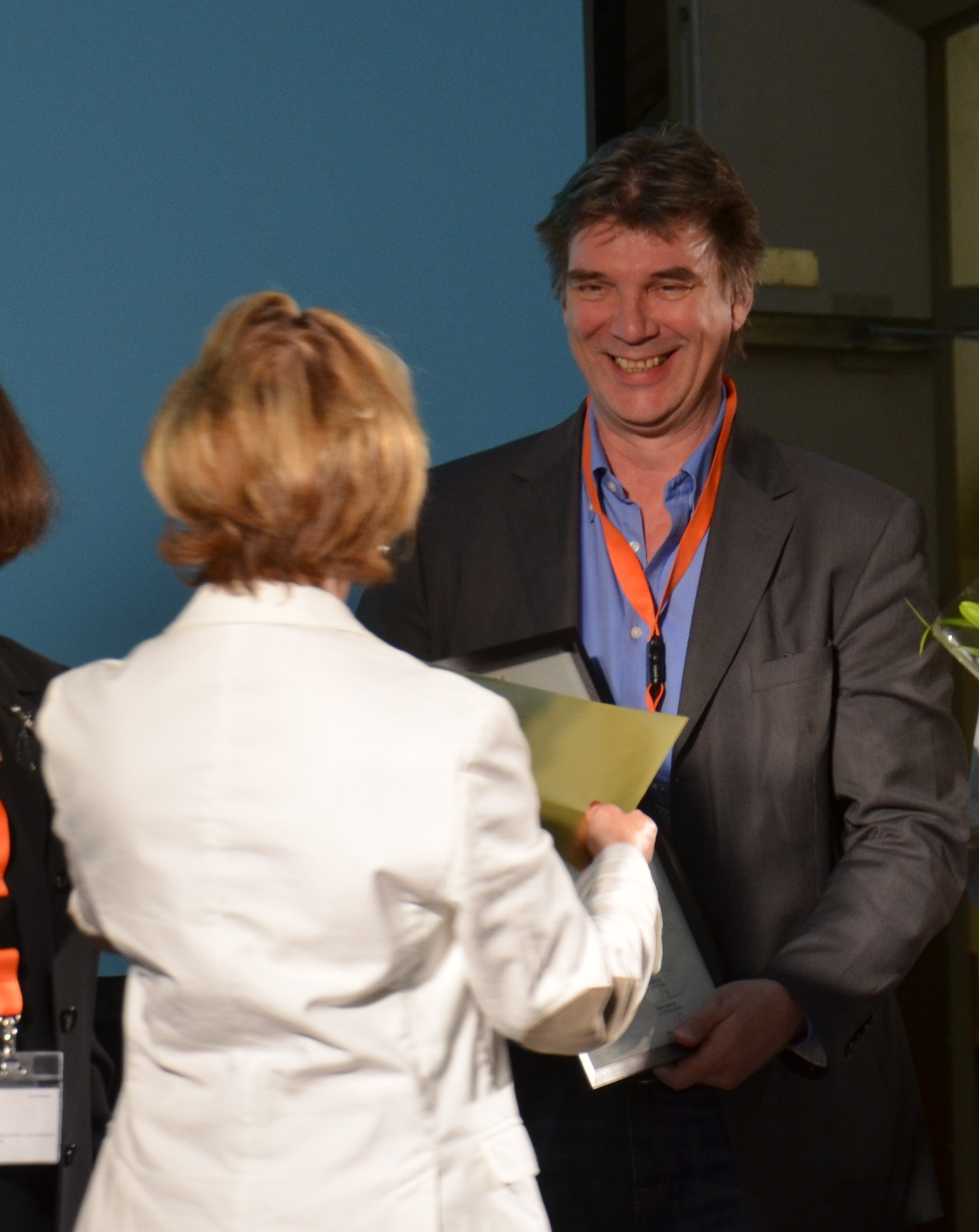
Jamtlis chef Henrik Zipsane mottar priset för Årets museum 2013 av kulturminister Lena Adelsohn-Liljeroth.

Årets museum är ett svenskt museipris.

## Historia
Priset Årets museum instiftades av Svenska museiföreningen 1994 och delades ut av föreningen mellan 1994 och 2005. År 2006 till 2008 låg priset i dvala. 
År 2009 nylanserades priset av Svenska ICOM (International Council of Museums) i samverkan med Riksförbundet Sveriges museer. Både individuella och institutionella medlemmar av svenska ICOM samt medlemmar i Riksförbundet Sveriges museer kan lämna förslag till kandidater till Årets museum. Nomineringar kan ges till alla museer i Sverige. Nomineringarna görs i början av året och under februari väljer juryn ut tre finalister. Priset, som består av ett diplom och ett vandringspris designat av Bertil Vallien, delas sedan ut under Sveriges Museers vårmöte. År 2020 ställdes vårmötet in på grund av coronaviruspandemin och utmärkelsen delades istället ut på museernas digitala museimöte i september 2020.

## Pristagare
- 1994: Judiska museet[3]
- 1995: Skaraborgs länsmuseum[3]
- 1996: Livrustkammaren[3]
- 1997: Norrtälje konsthall[3]
- 1998. Örebro läns museum[3]
- 1999: Arkitekturmuseet[3]
- 2000: Textilmuseet i Borås[3]
- 2001: Riksutställningar[3]
- 2002: Malmö museer[3]
- 2003: Moderna museet[3]
- 2004: Kulturen i Lund[3]
- 2005: Värmlands museum[3]
- 2006–08: inget pris delades ut.[3]
- 2009: Världskulturmuseet i Göteborg[3]
- 2010: Nordiska akvarellmuseet i Skärhamn[3][4]
- 2011: Flygvapenmuseum i Linköping[3][5]
- 2012: Kulturparken Småland i Växjö[3][6]
- 2013: Jamtli i Östersund[3][7]
- 2014: Göteborgs stadsmuseum[3][8]
- 2015: Marinmuseum i Karlskrona[3][9]
- 2016: Tekniska museet i Stockholm[3][10]
- 2017: Prins Eugens Waldemarsudde i Stockholm[3][11]
- 2018: Göteborgs konstmuseum[3][12]
- 2019: Skissernas museum i Lund[13]
- 2020: Sörmlands museum[14]
- 2021: Norrköpings stadsmuseum[15]
- 2022: Nationalmuseum[16]
- 2023: Östergötlands museum[17]
- 2024: Sjöfartsmuseet Akvariet[18]
- 2025: Tekniska museet[19]